# Thorens (azienda)
Thorens GmbH è un'azienda svizzera operante in passato nel mondo dell'alta fedeltà, produttrice di giradischi ed amplificatori. Altri suoi campi di produzione, meno noti, sono le armoniche a bocca e gli accendini.

## Storia

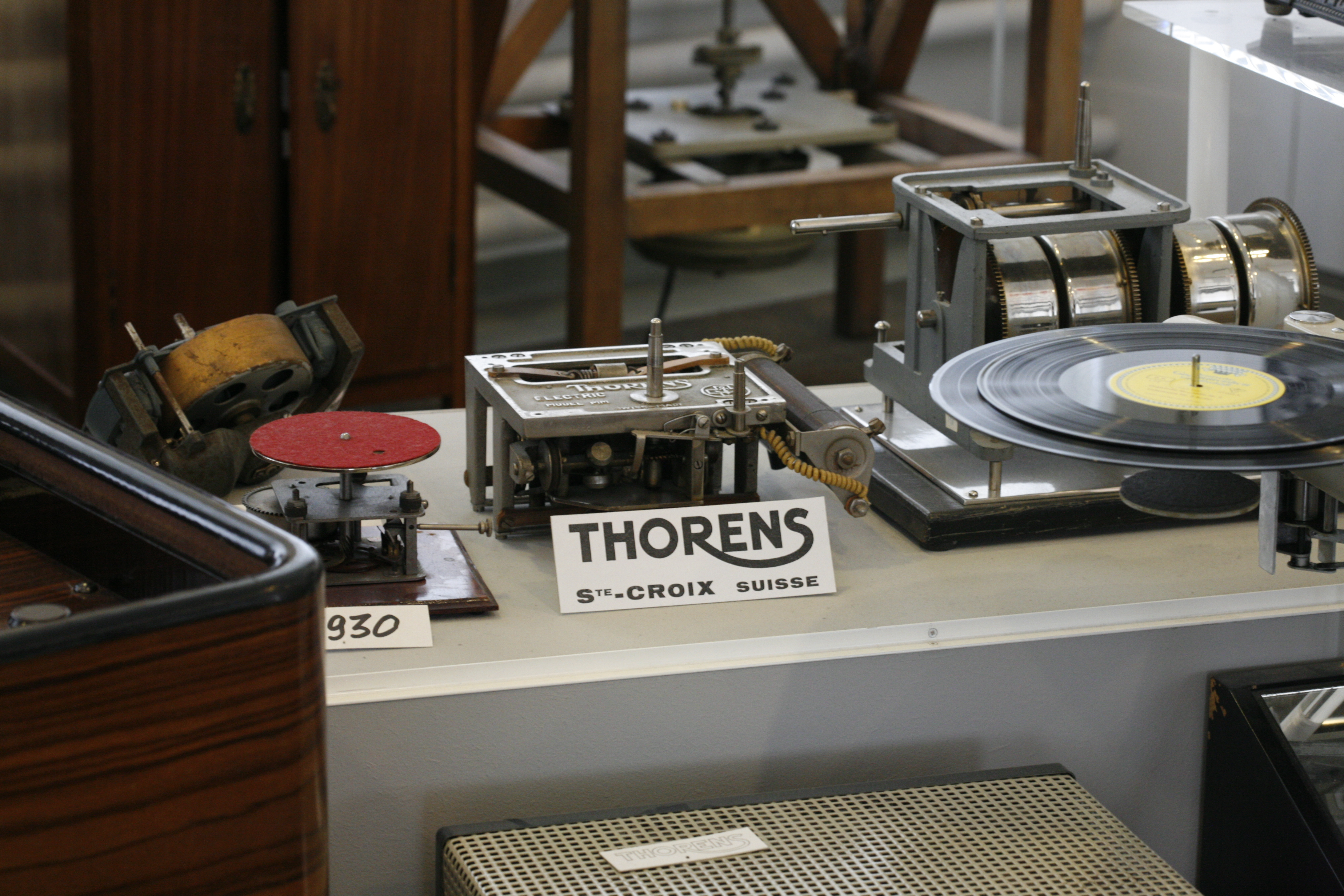
Materiale prodotto dalla casa nei primi periodi, compreso un cilindro per l'incisione dei suoni

Fondata nel 1883 a Sainte-Croix in Svizzera, nel 1903 l'azienda costruì su licenza il suo primo fonografo tipo Edison; successivamente iniziò a produrre dischi musicali; nel 1912 iniziò a produrre armoniche a bocca, cosa che farà fino al 1952.
Nel 1928 venne sviluppato il primo motore elettrico per giradischi, che contrariamente a quella che diventerà la tradizione della casa è un modello concepito per la trazione diretta. Questo significa che l'asse di rotazione del rotore del motore è coincidente con l'asse di rotazione del piatto e quindi del disco, mentre nella trazione a cinghia il moto viene trasmesso al piatto tramite una cinghia di gomma e quindi l'asse di rotazione del motore è parallelo a quello del disco. Nel 1929 venne sviluppata la loro prima testina fonografica, di tipo a magnete mobile.

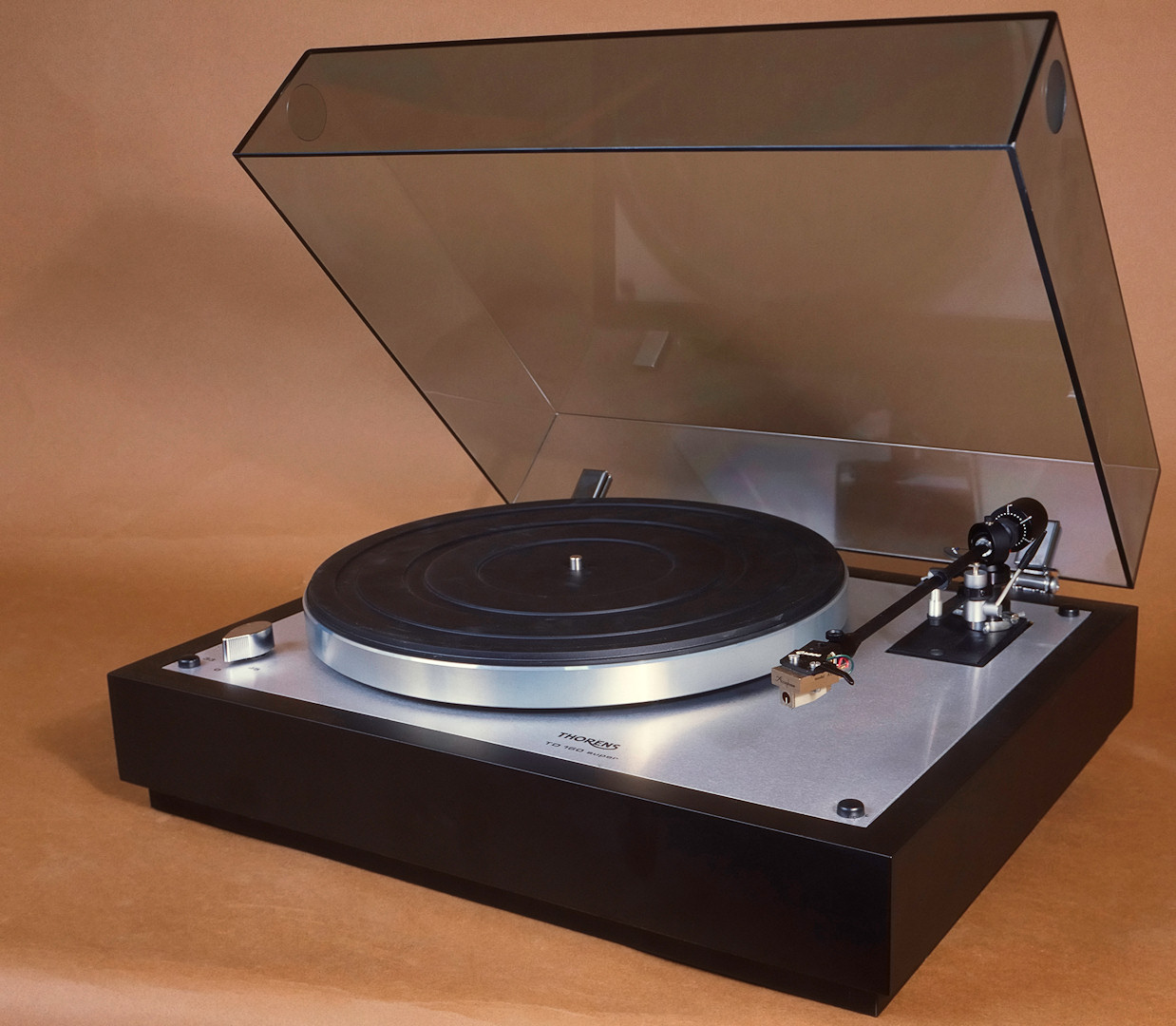
Un Thorens TD160 Super del 1980, con braccio diritto e antiskating a contrappeso

Nel 1957 venne creato il primo giradischi Hi-Fi della casa con trazione a cinghia e privo di braccio e testina, il TD124, che inaugurò una serie accolta da un grande favore da parte del pubblico. È in questo periodo che la tecnologia della Thorens viene notata dall'italiana Prod-El, azienda milanese alla ricerca di componenti da montare nei propri apparati e da vendere in Italia, che inizia ad importarla in modo sistematico. Seguirono vari modelli, alcuni dei quali molto famosi come il TD166, il TD185, il TD145; molti di questi vennero rinnovati nel tempo arrivando anche alla sesta serie, come il TD166 Mk6. La casa sviluppa anche bracci da accoppiare ai giradischi, come il  BL104, il BTD-12S e il TP14.
Nel 1979 venne creato il giradischi Reference, come sistema di riferimento per la riproduzione dei dischi che inizialmente era destinato a rimanere un esemplare unico; viste le richieste ne venne creata una serie limitata di 100 esemplari numerati, cui forse vanno sommati alcuni pezzi prodotti fuori dalla serie. Da questo venne derivato il Prestige, modello nato invece per la vendita al pubblico.
Negli anni ottanta l'azienda entrò in crisi con l'avvento dei CD e un appannamento della lucidità aziendale. Tra i suoi prodotti non c'era nemmeno un lettore CD . Le vendite crollarono, ci furono variazioni dell'assetto sociale, i nuovi vertici tentarono di riposizionare l'azienda a livelli più alti con il "Concrete" (base di granito) nel 1988 e il "2001" nel 1989.
Nel 1993 venne iniziata la produzione di una linea di giradischi HiEnd (componentistica per alta fedeltà assoluta) economici a Łódź in Polonia, e nel 1995 fu aperto il Thorens Laboratory a Berlino, spostando e riorientando la produzione verso le radio RDS e i lettori CD. Nel dicembre 2000 l'azienda dichiarò bancarotta in Germania e cercò di spostare nuovamente la produzione in Svizzera; nel 2002 venne creata la Thorens Export Corporation Ltd. a Kaiseraugst per rilanciare il marchio aziendale.
Dopo un lungo interregno nelle mani di Heinz Rohen, nel maggio 2018 l'azienda fu acquisita, insieme ad altri due finanziatori, da un appassionato, Gunter Kuerten, in precedenza AD e protagonista della rilancio della Elac. La sede fu spostata in Germania, a Bergish Gladback.
A partire dal 2019, Thorens ha continuato a produrre giradischi apprezzati per la riproduzione di dischi in vinile e grammofoni a 78 giri.